# Creatures of the Street
Creatures of the Street es el segundo y último álbum de estudio del músico estadounidense Jobriath. Fue publicado a mediados de julio de 1974 a través de Elektra Records.

## Recepción de la crítica
Un escritor no especificado de Record World escribió: “En un segundo intento por hacer lo extraño, Jobriath está algo más cohesivo que en su primer intento”. Cary Baker de Creem señaló: “[Jobriath] hace una interesante parodia de Bowie con los elementos de Tommy claramente evidentes”.

## Legado
La canción «Scumbag» menciona la cadena de restaurantes Zum Zum y, a su vez, inspiró los “Zom Zom's” en la canción de Gary Numan de 1979, «Down in the Park». En una reseña en retrospectiva para AllMusic, el escritor Dave Thompson calificó el álbum como “una ópera rock con óperas reales”. Thompson añadió: “Creatures of the Street lo vio escribir bandas sonoras para cada gran película que necesitaba música, y luego mezclarlas para la película que nunca sucedió”.

## Lista de canciones
Todas las canciones escritas y compuestas por Jobriath.
Lado uno
1. «Heartbeat» – 2:44
2. «Dietrich / Fondyke (A Brief History of Movie Music)» – 2:18
3. «Street Corner Love» – 2:33
4. «Ooh La La» – 4:08
5. «Scumbag» – 2:48
6. «Ecubyan» – 2:40

Lado dos
1. «Good Time» – 2:50
2. «Sister Sue» – 3:05
3. «What a Pretty» – 1:28
4. «Liten Up» – 4:05
5. «Gone Tomorrow» – 3:43
6. «Ooh La La (Reprise and Exit Music)» – 2:43

## Créditos y personal
Créditos adaptados desde las notas de álbum de Creatures of the Street.
Personal técnico
- Jobriath – productor, ingeniero de audio
- Edwin H. Kramer – productor, ingeniero de audio
- Glen Christensen – director artístico
- Shiah Grumet – diseño
- Gered Mankowitz – fotografía